# 副金星介亞科
副金星介亞科（學名：Paracypridinae）是甲殼亞門介形綱速足介目玻璃介科之下的一個亞科。原為副金星介科（Paracyprididae），本亞科之下包括包括6個屬。

## 分類

### 屬
本亞科包括以下各屬：
- 副金星介屬（荷兰语：Paracypria） Paracypria（荷兰语：Paracypria） Sars, 1910
- 似金星介屬（荷兰语：Paracypris） Paracypris（荷兰语：Paracypris） Sars, 1866
- Parapontoparta（荷兰语：Parapontoparta） Hartmann, 1955
- Pontoparta（荷兰语：Pontoparta） Vavra, 1901
- Tasmanocypris（荷兰语：Tasmanocypris） McKenzie, 1979
- Thalassocypria（荷兰语：Thalassocypria） Hartmann, 1957

例外：
- 紅花介屬 Aglaiocypris舊屬副金星介科[2][3]，但副金星介科被降格之後，本屬改為直接隸屬玻璃介科[1]。

## 外部連結
- 維基物種上的相關：副金星介亞科